# Чуваський державний художній музей
Чуваський державний художній музей (рос. Чувашский государственный художественный музей) — художній музей у місті Чебоксари (Чувашія, Росія). Основою діяльності музею є три постійні експозиції: чуваського, російського і зарубіжного образотворчого мистецтва. 

## Історія
Музей заснований 17 вересня 1939 року, відкритий 7 листопада 1939 року. Початок колекції поклали 218 творів художнього відділу чуваської центрального музею, переданих художньому музею у вересні 1939 року.

## Будинки музею
Музей має чотири будівлі загальною експозиційною площею 3251 м².
Головну будівлю музею побудовано 1985 року, архітектор — В. Д. Шатилов, скульптор — В. П. Нагорнов. Загальна площа становить 4379 м², експозиційна — 2090 м². Тут знаходяться стаціонарна експозиція образотворчого мистецтва художників Чувашії, регулярно організовуються художні виставки, розміщуються основні фондосховища, адміністрація, наукова бібліотека.
Відділ російського і зарубіжного мистецтва розташований в колишньому купецькому особняку по вул. К. Іванова, 4. Загальна площа — 709 м².
Центр сучасного мистецтва площею 693,7 м² займає перший поверх житлового будинку по вул. Урицького, 1/15.
Меморіальний музей-квартира заслуженого діяча мистецтв РФ, народного художника Чувашії М. С. Спиридонова, площею 43,6 м², знаходиться в житловому будинку по вулиці Урукова, 15 / 1-25.
Площі будівель розподілені наступним чином:
- експозиційно-виставкова 3212,7 м²;
- тимчасових виставок 500 м²;
- фондосховищ 531,2 м²;
- паркова 0,87 га.

## Музейний фонд
Музейний фонд складається з творів художників Чувашії (живопису, графіки, скульптури, декоративно-ужиткового мистецтва), творів російського живопису і графіки VI—XX ст. (Ф. С. Рокотова, В. Л. Боровиковського, В. А. Тропініна, А. І. Куїнджі, П. К. Клодта, К. П. Брюллова, В. О. Сєрова, З. Є. Серебрякової, І. Ю. Рєпіна та ін.), творів художників і скульпторів радянського періоду (з Москви, Ленінграда, міст і республік колишнього СРСР), таких як скульптор-монументаліст О. Т. Матвєєв, скульптор-анімаліст А. С. Цвєтков, художник-кераміст Л. П. Азарова, скульптор В. Ю. Цигаль та ін. Є колекції західноєвропейського і східного мистецтва. З 1980-х збирається колекція традиційного чуваського мистецтва і костюма (вишивка, ткацтво, шиття бісером і сріблом XIX—XX ст.).
У період Другої світової війни в місті Чебоксари і чувашских селах жили евакуйовані радянські художники. Художник-графік Герш Інгер жив і працював в селищі Нове Климово Ібресінского району, у фондах музею зберігаються його роботи, створені в цьому селищі.
Найбільш цінні (унікальні) колекції музею:
- колекція творів М. І. Фешина;
- колекція творів А. І. Миттова;
- колекція творів І. В. Дмитрієва;
- колекція творів О. О. Кокеля;
- колекція чувашских народних головних уборів і прикрас (шиття бісером і срібними монетами) XIX століття;

Середня кількість відвідувачів виставок і експозиції музею 45 800 осіб на рік. Фонди музею налічують понад 20 тисяч творів мистецтва.

## Галерея

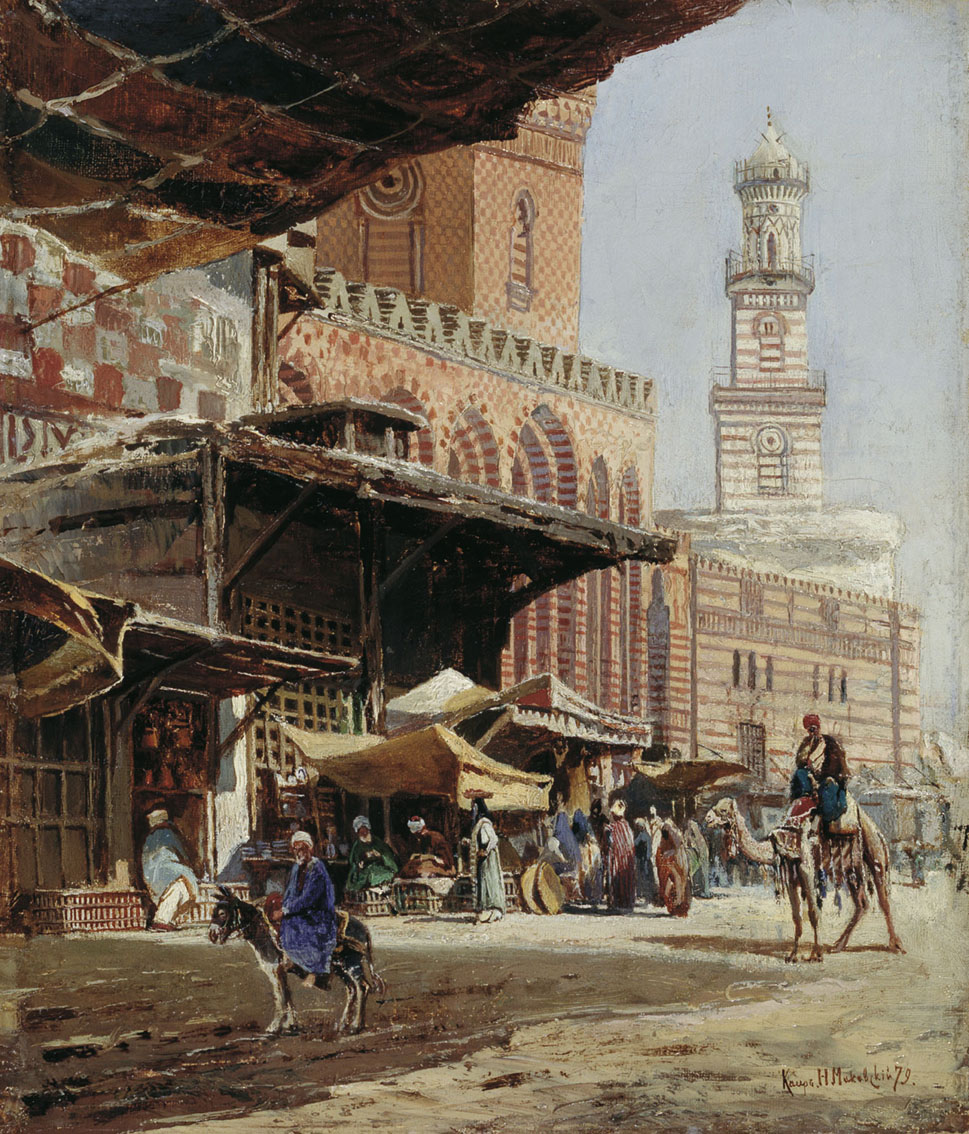
Микола Маковський, «Каїр», 1879
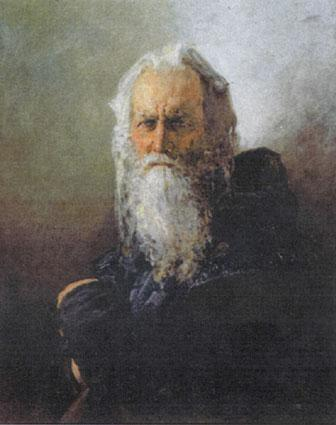
Рафаїл Левицький, «Дід Влас», 1895
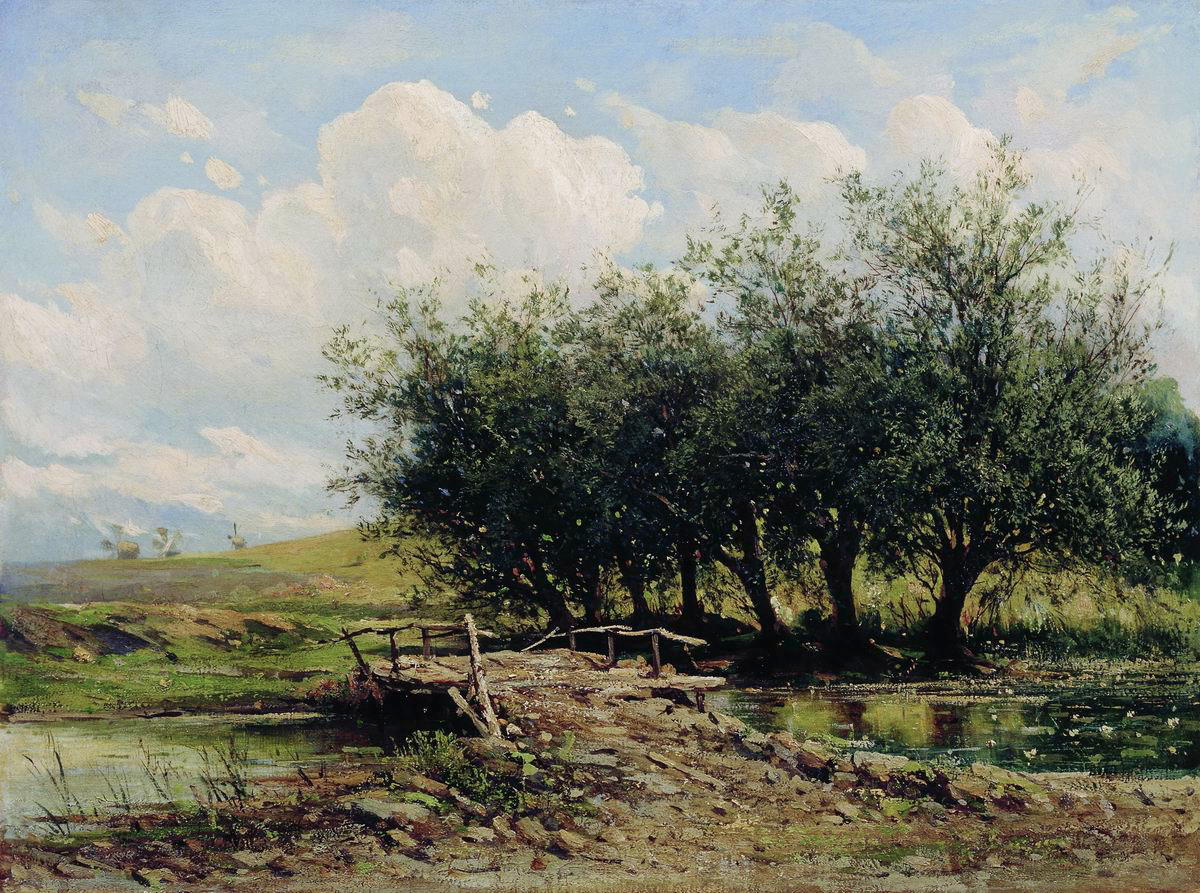
Сергій Аммосов, «Місток», 1886
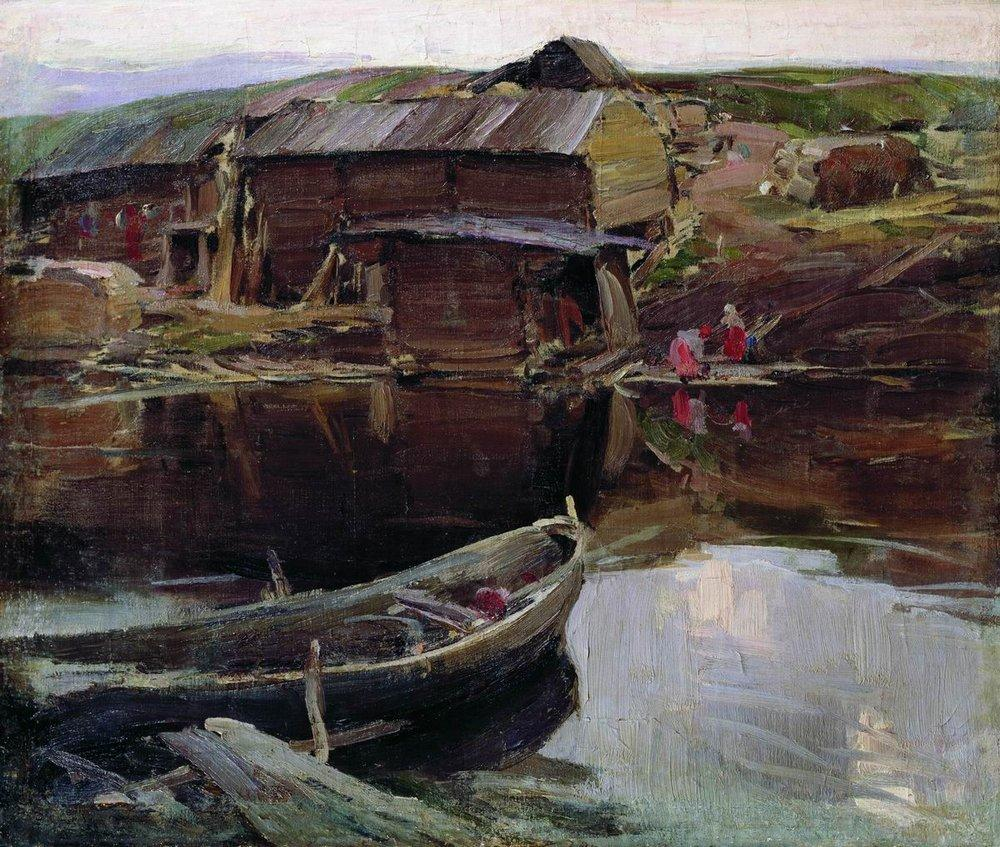
Абрам Архипов, «Північне село», між 1900 і 1910